# Інсталятор
Інсталятор — комп'ютерна програма, основні функції якої — встановлення (інсталяція), оновлення та видалення (деінсталяція) програмного забезпечення. 
Будучи звичайною програмою, інсталятор має низку особливостей, серед яких варто відзначити наступні:
- Глибока взаємодія з операційною системою і залежність від неї (файлова система, реєстр, сервіси та бібліотеки).
- Сумісність як рідних, так і сторонніх бібліотек, компонентів або драйверів, з різними платформами.
- Зручність використання: інтуїтивно зрозумілий інтерфейс, навігація, повідомлення та підказки.
- Дизайн і стиль інсталяційного додатка.
- Сумісність користувача налаштувань і документів в різних версіях програми.